# Rue Oscar-Balaresque
La rue Oscar-Balaresque est une voie de la commune française de Bordeaux.

## Situation et accès
Elle est située dans le quartier de Caudéran. Suivant un axe nord-sud, elle relie l'avenue de Mirande, résidentielle, à un axe important de Caudéran, la rue Jules-Ferry. Il s'agit d'une rue calme et résidentielle, bordée de maisons bourgeoises dans un style hétéroclite proche de celui de l'avenue du Jeu-de-Paume.

## Origine du nom
La rue fut dénommée Oscar Balaresque (1798-1877), figure de la haute bourgeoisie bordelaise, adjoint au maire de Bordeaux, chargé de l'instruction publique et des Beaux-arts. Ce légitimiste fervent fut de ceux - il était alors très jeune - qui accompagnèrent la duchesse d'Angoulême embarquant pour l'Angleterre à Pauillac, durant les Cent-Jours.

## Historique
L'espace désormais délimité par les rues Jules-Ferry, Louis-Maydieu et Pasteur faisait partie jusqu'en 1899 du domaine de Cyprien Balaresque (1834-1901), fils d'Oscar, qui offrit plusieurs terrains à la commune. Cinq voies furent ouvertes, dont il put choisir la dénomination. C'est ainsi qu'il choisit de rendre hommage à son père en donnant son nom à la rue.

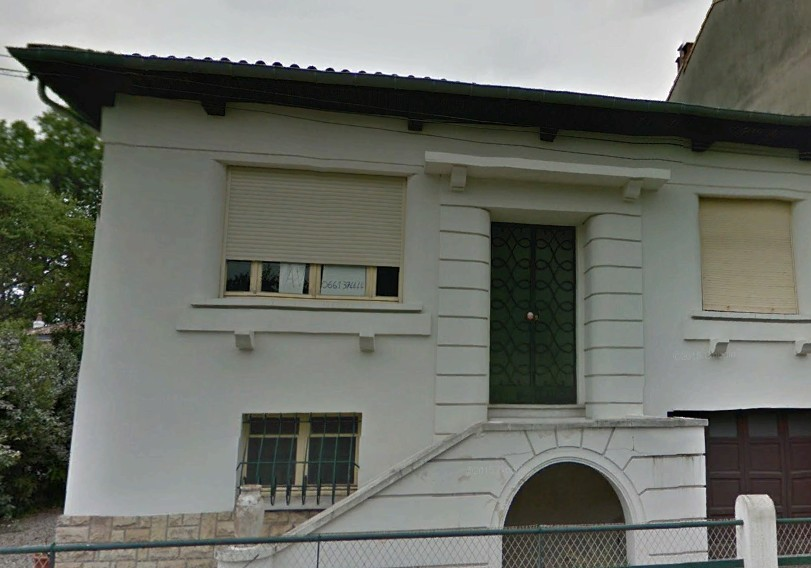
no 24

## Bâtiments remarquables et lieux de mémoire
- no 24 : maison Art déco avec entrée surélevée pour laisser place au garage et porte en fer forgé.